# Тубинск
Тубинск — село в Краснотуранском районе Красноярского края, административный центр Тубинского сельсовета.

## География
Находится примерно в 38 километрах по прямой на юго-восток от районного центра села Краснотуранск.

## Климат
Климат резко — континентальный с холодной зимой и жарким летом, суровый, с большими годовыми и суточными амплитудами температуры. Максимальная высота снежного покрова 46 см. Среднемесячная температура января колеблется от −23,5 ºС до −21,0 ºС, июля от +19,8 ºС до +18,8 ºС. Среднегодовая температура составляет −0,6 ºС ÷ −1,6 ºС. Годовая сумма осадков составляет 389 мм, причем большая её часть выпадает в теплый период года (82 % от годовой суммы).

## История
Село основано в 1933 году в качестве центральной усадьбы открывающегося Тубинского совхоза.

## Население
Постоянное население составляло 963 человека в 2002 году (79 % русские), 908 в 2010.

## Инфраструктура
ЗАО «Тубинск» (преемник совхоза Тубинский) является одним из ведущих сельскохозяйственных предприятий Краснотуранского района.